# Gwangjin-gu
Gwangjin-gu es uno de los 25 distritos de Seúl, Corea del Sur. Está situado en la orilla norte del Río Han, en el extremo oriental de Seúl Fue creado a partir del distrito vecino  Seongdong en 1995. Gwangjin-gu es la sede de la Universidad Konkuk, la Universidad Sejong y la Escuela Daewon de Lenguas. 
La orilla sur, con vistas al río Han, es un distrito residencial densamente poblado, donde los edificios de apartamentos de gran altura dominan el horizonte. El centro y el extremo norte del distrito alojan actividades de  industria ligera y fabricación. El distrito es también un centro para el transporte y el correo de entrada y salida de Seúl, como la terminal de autobuses,  y el Servicio Postal de Seúl Este,  vinculando Seúl con la mayoría de otras ciudades importantes en Corea. La mayor parte del resto del área es residencial, pero no consisten en edificios de apartamentos característicos de la ciudad, sino de filas de casas de tres o cuatro pisos separadas por pequeños caminos y callejones.
La zona de la Universidad Konkuk es una zona de marcha popular, con decenas de restaurantes, bares, salas de DVD y casas de la piscina que atienden a una multitud en su mayoría jóvenes, al igual que las áreas de Sinchon y Hongdae. Junto al campus de la Universidad Sejong es de los Niños Grand Park. El parque cuenta con numerosas fuentes y rutas de senderismo, un zoológico y un parque de atracciones. 
El Puente Cheonho conecta Gangdong-gu y Gwangjin-gu.

## Divisiones administrativas
- Gwangjang-dong (광장동 廣壯洞)
- Gunja-dong (군자동 君子洞)
- Guui-dong (구의동 九宜洞)
- Hwayang-dong (화양동 華陽洞)
  - Mojin-dong (모진동 毛陳洞)
- Jayang-dong (자양동 紫陽洞)
- Junggok-dong (중곡동 中谷洞)
- Neung-dong (능동 陵洞)
- Noyu-dong (노유동 老遊洞)